# ماویس داگما
ماویس داگما (انگلیسی: Mavis Dgajmah؛ زادهٔ ۲۱ دسامبر ۱۹۷۳) بازیکن فوتبال اهل غنا است.
وی همچنین در تیم ملی فوتبال زنان غنا بازی کرده‌است.